# Red Feather Lakes
Red Feather Lakes is een plaats (census-designated place) in de Amerikaanse staat Colorado, en valt bestuurlijk gezien onder Larimer County.

## Demografie
Bij de volkstelling in 2000 werd het aantal inwoners vastgesteld op 525.

## Geografie
Volgens het United States Census Bureau beslaat de plaats een oppervlakte van
96,4 km², waarvan 95,0 km² land en 1,4 km² water.

## Plaatsen in de nabije omgeving
De onderstaande figuur toont nabijgelegen plaatsen in een straal van 56 km rond Red Feather Lakes.